# Mesopolobus szelenyii
Mesopolobus szelenyii är en stekelart som beskrevs av Boucek 1974. Mesopolobus szelenyii ingår i släktet Mesopolobus och familjen puppglanssteklar.
Artens utbredningsområde är:
- Kazakstan.
- Spanien.
- Azerbajdzjan.
- Ukraina.

Inga underarter finns listade i Catalogue of Life.